# Селидівка
Сели́дівка — вантажно-пасажирська залізнична станція Лиманської дирекції Донецької залізниці на лінії Рутченкове — Покровськ між станціями Цукуриха (9 км) та Чунишине (16 км). 
Розташована в смт Вишневе Покровського району Донецької області.
Через військову агресію Росії на сході України транспортне сполучення припинене.

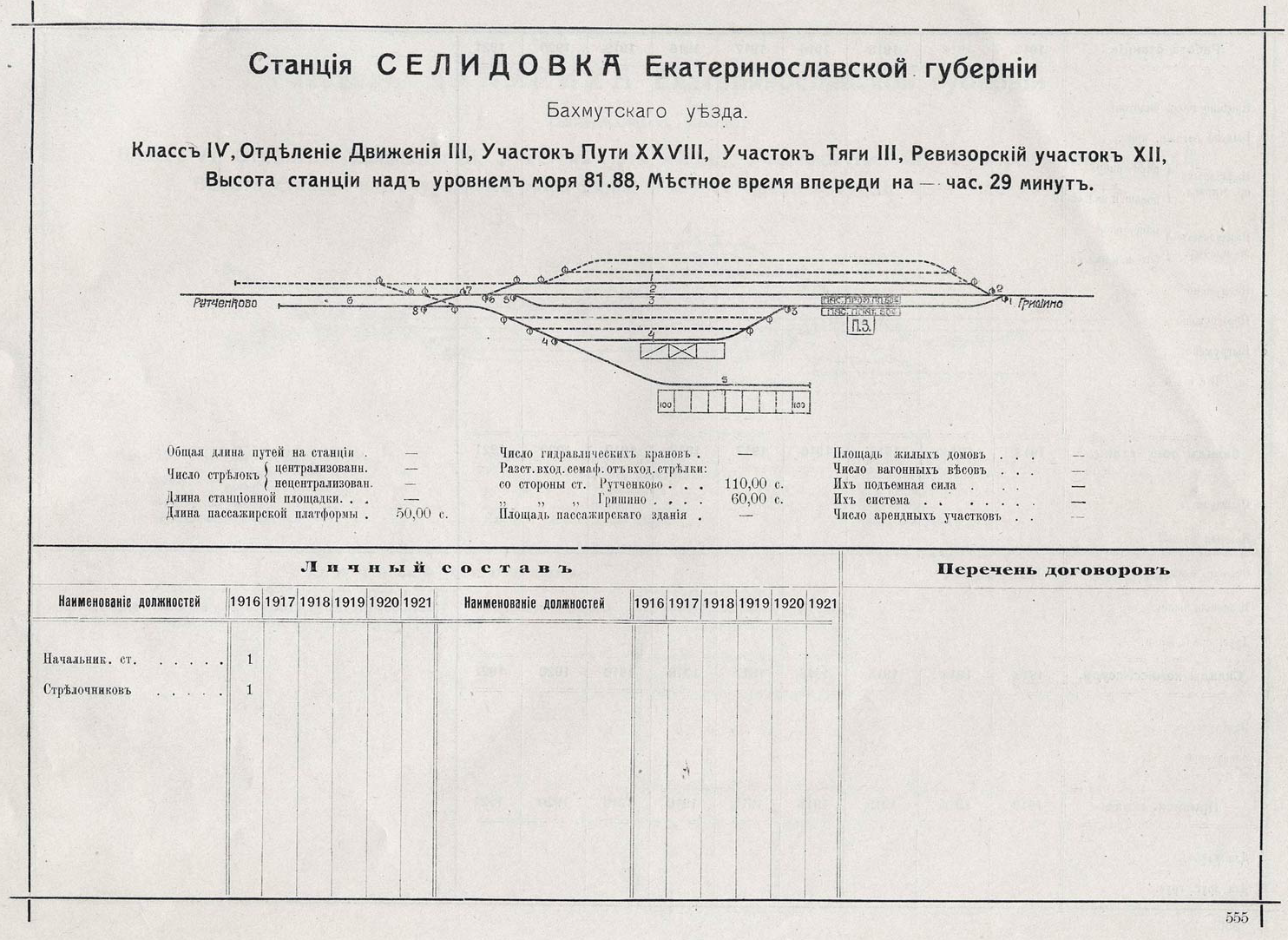
Колійний розвиток станції Селидівка 1917 року

.

## Історія
Будівництво залізниці Рутченкове — Гришине і станції Селидівка почалося навесні 1914 року. Вже восени 1915 року було укладено шлях на ділянці від станції Гришине до майбутньої станції Селидівка, в тому числі був зданий «великий міст» через річку Солона. Тимчасовий пасажирський та вантажний рух на ділянці Гришине — Селидівка було відкрито циркуляром Головного штабу № 167 від 15 (28) грудня 1915 року. Постійний рух на залізниці Рутченкове — Гришине було відкрито в січні 1917 року, а в травні того ж року був офіційно запущений перший пасажирський поїзд № 22/21 сполученням Гришине — Рутченкове. На станцію Селидівка він прибував о 04:19 ночі під час руху на Рутченкове і о 12:03 — на Гришине.
Колійний розвиток станції Селидівка станом на 1917 рік містила 6 колій (з них 2 — тупики). Серед станційних споруд: 2 пасажирські платформи, пакгауз, відкрита і крита товарні платформи, ділянка під склади гірничозаводських вантажів. У перспективі передбачалося укласти ще 5 станційних колій. Штат працівників станції складався з 2 осіб — начальника і стрілочника.
Станом на кінець 1916 року, станція Селидівка не значилася в списку вугільних, хоча селянські та власницькі шахти в районі сусіднього казенного села Селидівка і в долині річки Солона працювали ще з середини XIX століття. Згідно зі статистичними даними начальника гірничого управління південній Росії, а також Ради З'їзду гірничопромисловців півдня Росії, у 1915—1916 роках при станції Селидівка значився Покровський рудник братів І. і А. Чечік і Я. Радіна, видобувна здатність якого в 1915—1917 роках оцінювалася в 0,8-1,2 млн пудів вугілля на рік.
Станція Селидівка у 1923 році прийняла 879 т різних вантажів і відправила 1348 т (з них: вугілля — 1063 т, хліб — 82 т). У 1923—1924 господарчому році станція відправила 233 т вугілля. При станції крупних рудників уже не було: працювали лише дрібні шахти Белинського, Гука й Слабкіна. 1924 року відвантаження вугілля по станції припинилося, а з цим фактично завмерла й вантажна робота станції. За останні три місяці 1924 року станція відправила 193 т, а прийняла — 294 т різних вантажів. Дискутувалося питання демонтажу колії від Чунишиного до Курахівки. Втім, призначення вантажно-пасажирського поїзда Гришине — Сталіне (Донецьк) у 1924 році фактично врятувало залізницю і станцію Селидівка від неминучого. Слід зазначити, що у 1925 році на околиці села Селидівка (нині — місто Селидове) закладалася шахта Катерининської залізниці. Також в районі села функціонували кілька потужних парових млинів і маслозаводів. Штат станційних працівників Селидівки становив тоді 7 осіб.
У 1923—1924 господарчому році станція Селидівка прийняла 16 т, у 1924-25 році — 33 т солі.
У 1926—1927 господарчому році прибуття вантажів по станції Селидівка становило приблизно 800 т, а відправлення — близько 900 т, і це один з найнижчих показників серед станцій напряму Рутченкове — Гришине за аналогічний період. За радянських часів по станції Селидівка здійснювалося, в основному, пасажирський рух. До 2014 року, за винятком воєнного лихоліття, кількість пар пасажирських поїздів на добу, що слідували через станцію Селидівка з зупинкою, змінювалося від 1 до 6.
Що стосується вантажного руху, на станції є паливний склад, асфальтобетонний завод та хлібоприймальний пункт, раніше також проводилася розвантаження овочів для консервного заводу «Засолка». А взагалі, у 1940-ві — 1960-ті роки залізниця для робочих селищ значила набагато більше, ніж зараз. Через відсутність нормальних автодоріг і достатньої кількості автотранспорту, харчові продукти і промтовари з районного ВРП привозили на станцію в товарних вагонах. На станції здійснювалася розвантаження і розподіл по підприємствах селища. Серед вантажів, що перевозилися залізницею Рутченкове — Красноармійське — Дубове в першій половині 1960-х років, поряд із хлібом, вугіллям і будматеріалами фігурували такі, як: картопля, свіжі овочі, капуста, кавуни, дині, яблука, ягоди, солоні, мариновані, тушковані овочі, сухофрукти, кондитерські вироби, риба солона, консерви, яйця, м'ясо, сало, масло, вино, горілка, пиво, мінеральні води, безалкогольні напої, макаронні вироби, цукор, сіль, чай, патока, тютюнові вироби, сірники, мило, галантерея, взуття, одяг, білизна, велосипеди, вовна, шкіра, домашні речі, меблі, радіоприймачі, телевізори, крупи, висівки, велика рогата худоба, свині тощо.